# Punta Deriva
La punta Deriva (en inglés: Driftwood Point) es un cabo ubicado al sureste de la isla Soledad, en las islas Malvinas, que cierra por el norte y este a la bahía de los Abrigos. Se encuentra al frente de la isla Deriva, cerca del extremo sur de la isla María y de la bahía del Laberinto.